# Повітряні сили Ісламської Республіки Іран
Повітряні сили Ісламської Республіки Іран (англ. IRIAF; перс. نیروی هوایی ارتش جمهوری اسلامی ایران) — авіаційний вид збройних сил Ісламської Республіки Іран. Нинішні військово-повітряні сили виникли після перейменування Імперських ВПС Ірану в 1979 році після Іранської революції. ВПС ІРІАФ брали активну участь в ірано-іракській війні, проводячи такі великі операції, як операція «Каман-99», операція «Султан-10», повітряний удар H-3 та перша в історії атака на ядерний реактор, операція «Пекучий меч» тощо.
Посідають друге місце в регіоні за кількістю заявлених асів винищувальної авіації, поступаючись лише ВПС Ізраїлю; аж сім пілотів ІРІАФ заявили про понад шість повітряних перемог, в основному, над літаками F-14 Tomcat.

## Повітряні судна
| Тип                      | Фото          | Виробництво/Країна | Призначення                            | Варіант       | Кількість     | Примітки                                                      |
| Бойові літаки            | Бойові літаки | Бойові літаки      | Бойові літаки                          | Бойові літаки | Бойові літаки | Бойові літаки                                                 |
| ------------------------ | ------------- | ------------------ | -------------------------------------- | ------------- | ------------- | ------------------------------------------------------------- |
| Су-35                    |               | Росія              | Винищувач                              |               | 24            | куплені у 2022 році у Росія                                   |
| Су-24                    |               | Росія              | ударний                                |               | 23            |                                                               |
| МіГ-29                   |               | Росія              | багатофункціональний                   |               | 19            |                                                               |
| J-7                      |               | КНР                | винищувач                              |               | 17            | ліцензійно побудований МіГ-21                                 |
| Міраж F1                 |               | Франція            | винищувач                              | F1EQ          | 12            | отримані від IQAF, що втікали під час війни в Перській затоці |
| F-4 Phantom II           |               | США                | винищувач-бомбардувальник              | D/E/RF        | 63            | 16 літаків налаштовані на ведення розвідки                    |
| Northrop F-5             |               | США                | винищувач                              | F-5E/ Saeqeh  | 35            | Saeqeh є зворотною інженерною похідною                        |
| Grumman F-14             |               | США                | винищувач/перехоплювач                 | F-14A/AM      | 41            |                                                               |
| Радіоелектронна боротьба |               |                    |                                        |               |               |                                                               |
| Boeing 707               |               | США                | радіоелектронна боротьба               |               | 2             |                                                               |
| Морське патрулювання     |               |                    |                                        |               |               |                                                               |
| P-3 Orion                |               | США                | морське патрулювання                   | P-3F          | 5             |                                                               |
| Суховантажі              |               |                    |                                        |               |               |                                                               |
| Boeing 707               |               | США                | дозаправка / транспортування в повітрі |               | 4             |                                                               |
| Boeing 747               |               | США                | дозаправка / транспортування в повітрі |               | 3             |                                                               |
| Транспорт                |               |                    |                                        |               |               |                                                               |
| Іл-76                    |               | Росія              | великовантажний транспорт              |               | 5             |                                                               |
| Fokker F-27              |               | Нідерланди         | транспорт                              |               | 5             |                                                               |
| Pilatus PC-6             |               | Швейцарія          | службовий                              |               | 13            | Літаки зі здатністю до польотів по STOL                       |
| C-130 Hercules           |               | США                | транспорт                              | C-130E/H      | 28            |                                                               |
| Boeing 747               |               | США                | VIP-транспорт                          |               | 6             |                                                               |
| Гелікоптери              |               |                    |                                        |               |               |                                                               |
| Agusta Bell 206          |               | Італія             | службовий                              |               | 3             | один використовується як тренажер гвинтокрила                 |
| Agusta-Bell 212          |               | Італія             | службовий                              |               | 2             |                                                               |
| CH-47 Chinook            |               | США                | транспорт                              | C             | 2             |                                                               |
| Навчальні                |               |                    |                                        |               |               |                                                               |
| Chengdu F-7              |               | КНР                | тренажер з конверсії                   | FT-7          | 2             |                                                               |
| Mirage F1                |               | Франція            | тренажер з конверсії                   | F1BQ          | 5             | отримані від IQAF, що втікали під час війни в Перській затоці |
| Pilatus PC-7             |               | Швейцарія          | тренажер                               |               | 34            |                                                               |
| Northrop F-5             |               | США                | тренажер з конверсії                   | F-5B/F        | 14            |                                                               |

У 2007 році Ірак звернувся до Ірану з проханням повернути деякі з десятків іракських винищувачів, які літали там напередодні війни в Перській затоці в 1991 році . Станом на 2014 рік Іран прислухався до вимог і працював над відновленням невизначеної кількості літаків. Наприкінці 2014 року Іран повернув Іраку 130 військових літаків. 